# Curtea Domnească din Bacău
Curtea Domnească din Bacău a fost reședința lui Alexandru, fiul lui Ștefan cel Mare. Ansamblul este clasat ca monument istoric, fiind format din următoarele monumente:
- Biserica „Precista”, „Adormirea Maicii Domnului” (cod LMI BC-II-m-A-00757.01)
- Ruine casă domnească (cod LMI BC-II-m-A-00757.02)
- Ruine turn (cod LMI BC-II-m-A-00757.03)

## Istoria
Reședință a lui Alexandru, fiu al lui Ștefan cel Mare, în perioada 1481-1496, curtea domnească de la Bacău a reprezentat în această perioadă centrul administrativ, de control și de organizare al Țării de Jos. Caracterul itinerant al domnilor a determinat în Moldova, la fel ca în Țara Românescă, apariția unor curți domnești temporare. Aici poposea domnul în anumite împrejurări politice sau pentru a participa la judecăți. Unele dintre aceste curți au servit și drept loc de rezidență fiului desemnat a urma la tron. Acesta este de altfel și cazul curții domnești de la Bacău, reședința fiului mai mare al lui Ștefan cel Mare, unde un fiu al acestuia era coregent, calitatea ce reiese din inscripția de pe Tetraevanghelul scris din prunca lui Alexandru de Teodor Mărășescul, la 1491, pentru biserica Precista.

## Biserica Precista
Biserica Precista, cu hramul Adormirea Maicii Domnului, parte componenta a Complexului arhitectonic al Curților domnești din Bacău, a fost construita în vremea lui Ștefan cel Mare, de fiul sau, Alexandru în 1490. Construita din piatra și cărămidă, în stilul specific epocii lui Ștefan cel Mare, biserica este foarte bine proporționată, de plan treflat cu turla, având o lungime de 25,68 m; lățimea pronaosului de 8,12 m și lărgimea în dreptul absidelor de 11,24 m. Pronaosul este supralărgit, de forma pătrată, cu intrarea spre vest și doua ferestre spre sud și nord. Naosul are absidele laterale semicirculare în interior și cu câte cinci laturi în exterior. Absida altarului, semicirculara în interior și cu noua laturi în exterior, este flancata de nișele proscomidiei și diaconiconului. Pronaosul este boltit în calota sferica pe pandantivi și arcuri. Bolti moldovenești cu arcade piezișe se ridică deasupra naosului. Turla, cilindrică în interior, prezintă în exterior opt fețe. E așezată pe o prima baza, de secțiune pătrată, din zidărie de piatra și o a doua stelată cu 12 vârfuri, de cărămidă. Doi contraforți întăresc zidul în dreptul diaconiconului și proscomidei. Soclul de piatra bruta, cu un profil de piatra de talie. Parament de piatra bruta. Doua rânduri de ocnițe cu arcurile și picioarele de cărămidă, înconjura clădirea. La abside firide lungi, cu arcurile și picioarele la fel de cărămidă, coboară până la soclu. Caranomentul contraforților e de piatra de talie, cu profile. Ctitorul bisericii, Alexandru Voievod, a dăruit cu proprietăți și bunuri materiale lăcașul sfânt. Intre acestea un frumos Tetraevanghel daruit la 23 aprilie 1491, a unui Panaghiar și a altor obiecte sfinte. In secolul al XVII-lea prin osteneala credincioșilor si slujitorilor bisericii s-au realizat lucrari de întretinere a bisericii, s-a făcut catapeteasma, ușile împărătești și cele diaconești, s-au pictat icoanele în stilul renașterii. În veacurile XVIII - XIX, biserica a fost completata cu icoane și s-au făcut adaosuri arhitectonice, biserica pierzându-și forma inițială.